# Circuit integrat 555
El circuit integrat temporitzador 555 és un xip que s'utilitza en diferents aplicacions de temporitzadors, generadors de polsos i oscil·ladors. Els derivats 556 i 558 ofereixen dos i quatre temporitzadors en un sol encapsulat, respectivament. Introduït el 1972 per Signetics, el 555 continua sent àmpliament emprat gràcies al seu baix cost, facilitat d'ús i estabilitat. Tot i això, nombroses companyies han desenvolupat temporitzadors bipolars i CMOS de baix consum similars propis. El 555 continua sent molt popular i el 2003 Camenzind estimava que cada any se'n fabricaven un miliard.